# دشتی‌کلاته غربی
دشتی‌کلاته غربی روستایی در دهستان انزان غربی بخش مرکزی شهرستان بندرگز استان گلستان ایران است.
سه تن از اسامی معروف روستای دشتی کلاته غربی عبارتند از  معلم غلامرضا امیری ،احمد کمشی و‌عبدالله میرعابدینی می باشد
از

## جمعیت
بر پایه سرشماری عمومی نفوس و مسکن در سال ۱۳۹۵ جمعیت این مکان ۴۵۴ نفر (۱۶۶خانوار) بوده‌است.